# Диско
Ди́ско (англ. disco) — стиль популярної танцювальної музики другої половини
1970-х років. Пісні цього напрямку характеризуються високим, часто реверберованим вокалом, рівномірним чітким ритмом, визначеним четвертними нотами в партії бас-барабану, 8-мі або 16-ті тривалості у хай-хетів, причому на слабку долю (offbeat) грає відкритий хет та синкопованою електронною басовою лінією. На відміну від року, де переважають гітари, у звучанні диско переважають клавішні, струнні та електронні музичні інструменти, які створюють соковитий акомпанемент. Як сольні інструменти використовуються переважно оркестрові інструменти (напр. флейти). Темп — від 80 до 140 ударів на хвилину.
Диско властива значна кількість оркестрових п'єс.
Серед перших виконавців стилю Диско — Bee Gees, Ottawan, Donna Summer, the Village People, The Jackson 5, Барі Вайт, Dschinghis Khan та Boney M. Зі зростанням популярності диско, до цього стилю зверталися й «недискові» виконавці, на хвилі популярності диско з'являються такі музичні фільми як Thank God It's Friday та Лихоманка суботнього вечора. Одним з перших європейських хітів диско вважається пісня «J'attendrai» Даліди.
Прийнято виділяти такі різновиди диско: Bright disco, Dance-punk, Disco polo, Euro disco, Hi-NRG, House, Italo disco — Spacesynth, Hard Disco. На початку 1980-х популярність диско спадає, проте стиль значно вплинув на виниклі у 1980-х та 1990-х напрямки електронної танцювальної музики хауз і техно. Впливи диско простежують також у таких течіях хіп-хопу 1990-х — 2000-х років, як crunk, hyphy та snap.

## Етимологія
Термін «диско» є скороченим словом discothèque, французького слова, що означало «бібліотеку фонографних записів», похідне від «bibliothèque».
Словом «Discothèque» французькою почали називати нічні клуби в Парижі після того, як вони вдалися до відтворення пластинок під час нацистської окупації на початку 1940-х. Деякі клуби використовували це як власну назву. У 1960 році дискотеками називали паризькі нічні клуби і в англійському журналі.
Влітку 1964 року коротке плаття без рукавів під назвою «одяг дискотеки» ненадовго було дуже популярним у США. Найдавніший приклад вживання скороченої форми «disco» також на опис дискотечного одягу було знайдене в The Salt Lake Tribune 12 липня 1964 року, а у вересні того ж року в журналі Playboy словом disco назвали нічні клуби Лос-Анджелеса.
Вінс Алетті був одним із перших, хто описав дискотеку як звук чи музичний напрям у статті «Discotheque Rock Paaaaarty», яка вийшла в журналі Rolling Stone у вересні 1973 р.

## Музичні характеристики

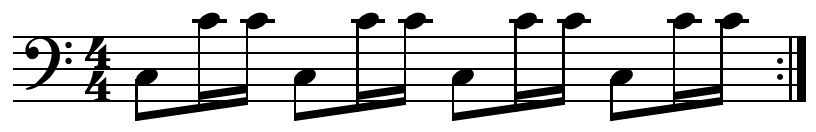
Партія басу.

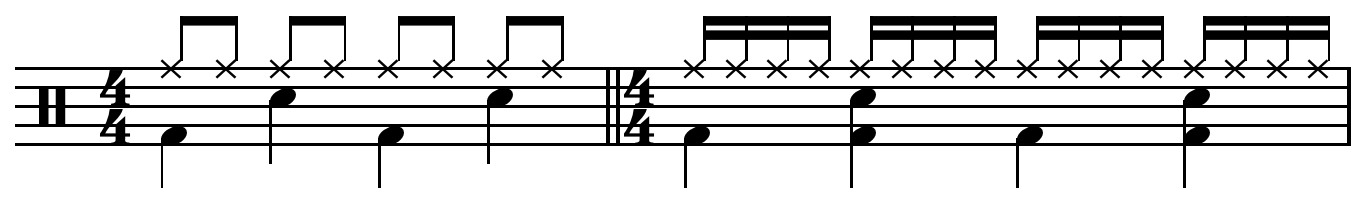
Ритми барабанів рок та диско: диско характеризується дрібнішим поділом поділ ритму в основі якого — удари на кожну з 4 долей

Музика диско являє собою поєднання реверберованого вокалу, що часто дублюється валторнами, і фоновою гармонією, що виконується на електричних піаніно та ритмічного акомпанементу на електрогітарі. Соло-гітарау диско використовується рідше, ніж у рок-музиці. Партія ритм-гітари характеризується «легким натисканням гітарних струн на гриф, а потім їх швидким відпусканням, лише для того, щоб отримати трохи приглушений звук, під час гри дуже близько до мосту.» Також в акомпанементі можуть використовуватися фортепіано, електричний орган (у перші роки), струнні синтезатори та клавішні електронні, такі як електричне піаніно Fender Rhodes, електричне піаніно Wurlitzer та Hohner Clavinet. Синтезатори також досить поширені на дискотеках, особливо наприкінці 1970-х.
Ритм характеризується синкопованими лініями басу (з інтенсивним використанням ламаних октав), що граються на бас-гітарі та на ударних, в тому числі африканських, латиноамериканських та електронних, такі як барабанні модулі Сіммонса та Роланда. Звучання збагачується окремими сольними лініями та підтримкою гармонічних функцій різноманітними оркестрові інструментами (арфа, скрипка, альт, віолончель, труба, саксофон, тромбон, кларнет, флюгельгорн, валторна, туба, англійський рожок, гобой, флейта (іноді альтова та зрідка басова флейта), флейта-пікколо, литаври та синтетичні струнні, струнна група або повний струнний оркестр.
Більшість пісень на дискотеці мають стійкий прямий 4-х четвертний ритм з відкритим хай-хетом між долями і синкопованою басовою лінією. Звичними є і інші латинські ритми, такі як румба, самба та ча-ча-ча, а також поліритмія, наприклад поєднання румби і меренги. Пульсація чвертками часто підтримується ритм-гітарою, але не завжди прослуховується явно.
У піснях часто використовується синкопування. Загалом, різниця між дискотекою, будь-якою танцювальною піснею та рок-популярною піснею полягає в тому, що в танцювальній музиці басовий барабан удари на кожну з 4-х долей такту. Крім того, дискотека характеризується 16-м розділом нот на чверть, як показано на другому барабанному малюнку нижче, після типового рок-барабанного малюнка.
Оркестровий звук, як правило, відомий як «звучання диско», в значній мірі спирається на групи струнних і валорн, що грають лінеарні фрази, в унісон з вокалом або грою на інструментальних заливках, тоді як електричні фортепіано та гітари створюють акомпанемент, що виконує гармонічну та ритмічну функції. Однак існують і більш мінімалістичні різновиди диско, з меншою кількістю інструментів.
У гармонічному відношенні, диско включає мажорні та мінорні септакорди, які частіше зустрічаються в джазі, ніж у поп-музиці.

## Виробництво
Створення «звучання диско» було набагато дорожчим, ніж у багатьох інших популярних музичних жанрах 1970-х років. На відміну від простішого звучання фанку, музики соулу кінця 1960-х років або невеликих джазових тріо, у диско-музиці часто входила велика група з декількома акордовими інструментами (гітара, клавішні, синтезатор), декілька ударних, група духових, струнний оркестр та різноманітні «класичні» сольні інструменти (наприклад, флейта, піколо тощо).
Пісні для дискотеки аранжували та складали досвідчені аранжувальники, а продюсери звукозаписів додавали свої творчі штрихи до загального звучання, використовуючи багатодоріжковий запис (до 64 треків) та звукові ефекти. Для запису складних аранжувань з великою кількістю інструментів залучали диригентів, переписувачів нот, інженерів мікшування.
Ранні записи були «стандартною» трихвилинною версією, доки Том Моултон не знайшов спосіб робити пісні довшими, аби довше тримати натовп клубних танцюристів у танці. Тогочасні платівки, розраховані на швидкість 45 обертів на хвилину могли вміщати лише до п'яти хвилин якісної музики. Натомість Молутон, разом з інженером Хосе Родрігесом, навчились використовувати 10-дюймові, а згодом і 12-дюймові диски, замість 7-дюймових. 12 дюймові записи, також відомі як" сингли Maxi", швидко стали стандартним форматом для всіх ді-джеїв диско.

## Клубна культура

### Нічні клуби
Наприкінці 1970-х у більшості великих міст США процвітали сцени диско-клубів. Найбільші сцени діяли в Нью-Йорку, а також у Філадельфії, Сан-Франциско, Маямі та Вашингтоні. Сцена була зосереджена на дискотеках, нічних клубах та приватних вечірках- лофтах.

### Звукове та світлове обладнання

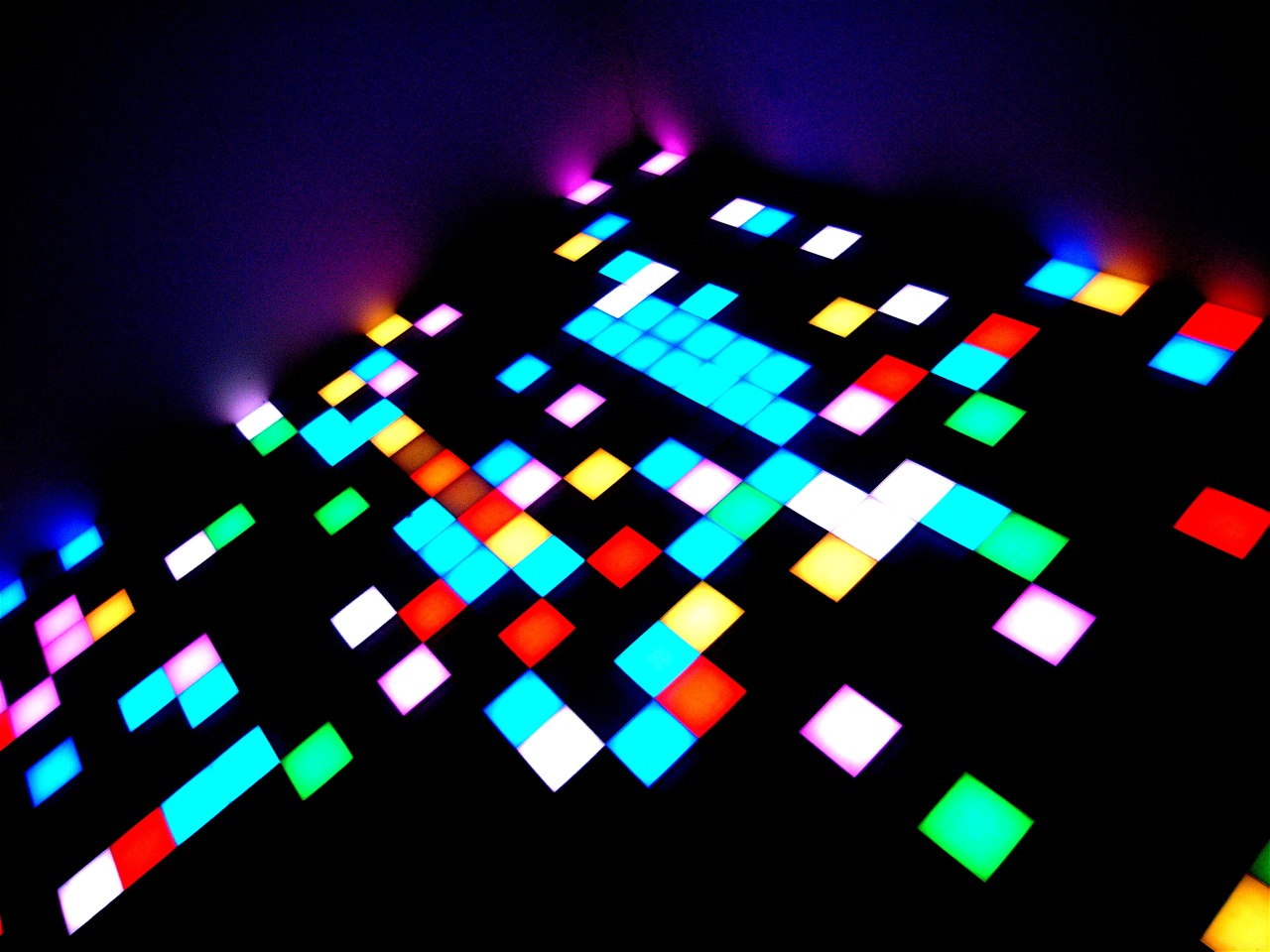
У великих диско-клубах були освітлені танцмайданчики, а вогні блимали, щоб доповнити ритм.

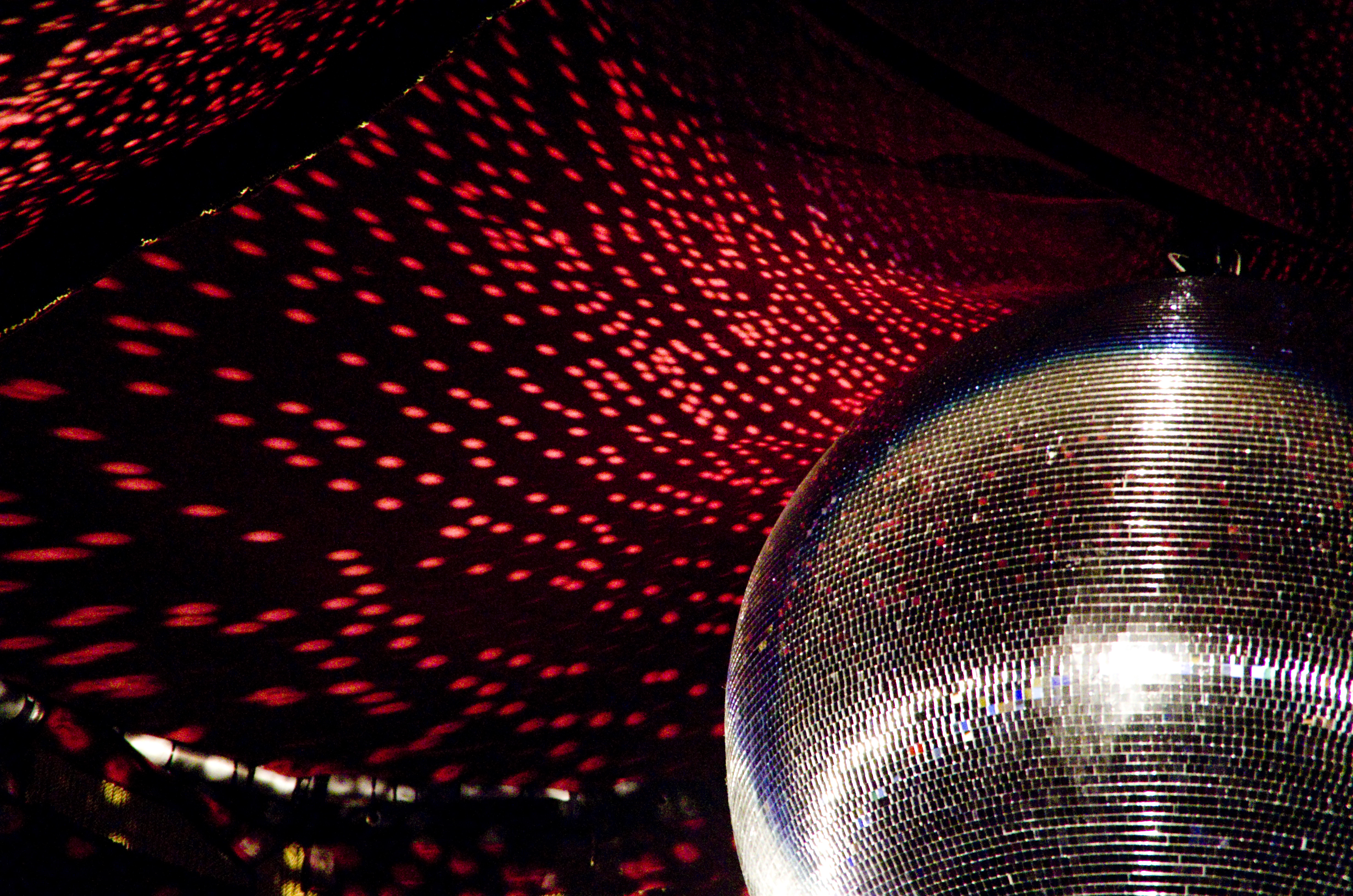
Диско-куля, що відбиває світло, була кріпленням на стелях багатьох дискотек.

Потужні, hi-fi звукові системи розглядалися як ключова принада диско-клубу. "На початку 1970-х Mancuso представив технології поєднання високочастотних динаміків (скупчення невеликих гучномовців, які випромінюють високочастотні частоти, розташовані над підлогою) та низькочастотних (додаткові комплекти сабвуферів, розташовані на рівні підлоги), для підсилення високих та високі частот. До кінця десятиліття звукорежисери Річард Лонг та інші, примножили ефекти цих інновацій на таких майданчиках, як «Гараж».
Типовий дизайн освітлення для танцювальних майданчиків для дискотек може включати різнокольорові вогні, що кружляють навколо або спалахують у такт, стробоскоп, освітлений танцпол та дзеркальна куля.

### Ді-джеї
Диско-жокеї (ді-джеї, DJ) часто поєднували пісні за допомогою магнітофонів, а також додавали збивки ударних, нові розділи та нові звуки. Ді-джеї підбирали пісні та груви відповідно до побажань танцюючих, переходячи від однієї пісні до іншої за допомогою мікшера для ді-джеїв та використовуючи мікрофон для представлення пісень та розмов з аудиторією. Інше обладнання було додано до базової установки DJ, забезпечуючи унікальні звукові ефекти, такі як реверберація, еквалайзер та блок ехо-ефектів. Використовуючи це обладнання, ді-джей міг робити такі ефекти, як вирізання всіх партій, крім басової, а потім повільне змішування на початку іншої пісні за допомогою крос-фейдера DJ-мікшера. Серед ді-діджеїв США: Френсіс Грассо, Девід Манкузо з The Loft, Frankie Knuckles з Чикаго та інші.
Деякі ді-джеї, наприклад Ларрі Леван, готували звукозаписи самостійно на студії звукозапису. Оскільки продажі платівок часто залежали від вибору ді-джеїв під час виступу у нічних клубах, ді-джеї також впливали на розвиток та популяризацію певних видів диско-музики, що випускалася звукозаписними компаніями.
У перші роки на дискотеках танцювали у вільному стилі або «фрістайл». Спочатку багато танцюристів імпровізували у власній манері, пізніше в епоху диско були розроблені популярні танцювальні стилі, зокрема «Bump», «Penguin», «Boogaloo», «Watergate» і «Robot». Популярним в 1790-х роках був Хастл.
В часи диско в багатьох нічних клубах влаштовувались конкурси дискотечних танців або пропонувались безкоштовні уроки танців. У деяких містах працювали викладачі танців на дискотеках або школи танців, які вчили людей танцювати в популярних стилях. Популярні диско танці були описані Карен Люстгартен у книзі «Повне керівництво з танців на дискотеці» (1978), яка користувалась великим попитом і очолювала список бестселерів New York Times протягом 13 тижнів та була перекладена китайською, німецькою та французькою мовами.
Серед відомих професійних танцювальних колективів 1970-х років були Pan's People та Hot Gossip. Для багатьох танцюристів ключовим джерелом натхнення для диско-танців 1970-х був фільм «Лихоманка суботнього вечора» (1977). Це переросло в музично-танцювальний стиль таких фільмів, як «Слава» (1980), «Танцюрист диско» (1982), «Флеш-данс» (1983) і «Останні дні диско» (1998). Інтерес до танців на дискотеці також допоміг породити танцювальні телевізійні шоу, такі як Dance Fever (1979).

### Мода

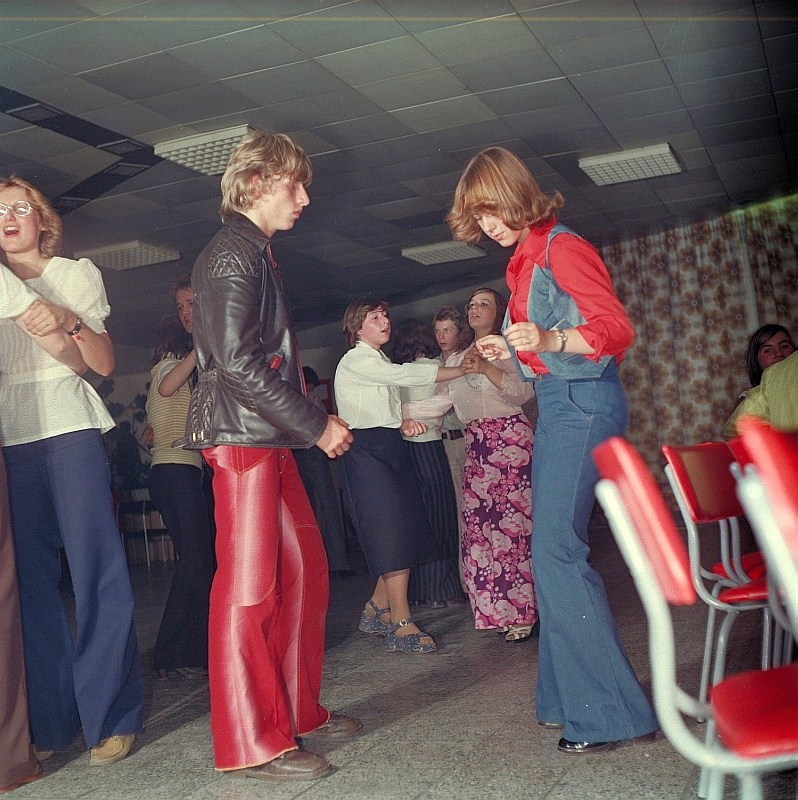
Танцюючі в східнонімецькій дискотеці в 1977 році

Наприкінці 1970-х дискотечна мода була дуже поширеною. Люди, які відвідували дискотеки, часто носили гламурну, дорогу та екстравагантну моду на вечірках у своєму місцевому диско-клубі. Деякі жінки одягали прозорі сукні або вільні розкльошені штани. Інші жінки носили облягаючий, сексуальний одяг. Чоловіки одягали блискучі сорочки з поліестеру Qiana з різнокольоровими візерунками та загостреними надзвичайно широкими комірами, бажано відкритими на грудях. Чоловічі костюми для дозвілля, як правило, облягали талію і ноги, але нижня частина штанів була розкльошена в стилі дзвону, щоб забезпечити свободу пересування.
В епоху диско чоловіки марнували час на вибір модного одягу не менш ніж жінки. Жінки носили блискучий макіяж, блискітки або золотий одяг ламе, який мерехтів під вогнями. Популярним взуттям були туфлі та черевики на платформі і для чоловіків, і для жінок, на високих підборах — тільки для жінок. Намиста та медальйони були звичним модним аксесуаром. Рідше деякі танцівниці дискотек носили дивні костюми, одягалися в волоку, покривали тіло золотою або срібною фарбою або вдягали мінімалістичні вбрання, залишаючи значну частину тіла оголеною; так одягались на вечірках-лофтах у Нью-Йорку та диско-клубах, на які можна було потрапити лише за запрошенням.

### Наркотики
Пол Гутенберг заявляє, що «відношення кокаїну до диско-культури 1970-х років не можна підкреслити в достатній мірі…» Протягом 1970-х років вживання кокаїну знаменитостями призвело до його «гламуризації» і до загальноприйнятої думки, що це «м'який наркотик». ЛСД, марихуана та амфетаміни також були популярними в диско-клубах, і вживання цих наркотиків «… сприяло гедоністичній якості досвіду танцполу». Оскільки дискотечні танці зазвичай проводилися у закладах, що мали ліцензію на продаж алкоголю, алкогольні напої також рясно вживалися, причому деякі відвідувачі поєднували алкоголь із вживанням наркотиків для посилення ефекту.
За словами Пітера Браунштейна, «величезна кількість наркотиків, що потрапляють у дискотеки, спричинила до популярності вільних статевих стосунків та публічного сексу. Поки танцпол був центральною ареною спокушання, фактичний секс зазвичай відбувався в інших локаціях: у ванній, на сходах тощо. […] Дискотека стала своєрідною „основною стравою“ в меню гедоніста для нічного відпочинку».
У своїй роботі «На захист дискотеки» (1979) Річард Дайєр стверджує, що еротика є однією з трьох основних характеристик дискотеки. На відміну від рок-музики, яка має дуже фалічно орієнтований еротизм, Дайєр описує дискотеку як нефалічну еротику всього тіла. Завдяки різноманітним ударним інструментам, готовності грати з ритмом та нескінченному повторюванню фраз, не втрачаючи уваги слухача, дискотека досягла еротизму у всьому тілі для обох статей.

## Історія

### 1940–1960-ті роки: Перші дискотеки
Дискотека в основному походить музики, яка була популярною на танцполі в клубах, які почали грати платівки замість запрошення музикантів. Перші дискотеки в основному грали свінгову музику. Пізніше популярним в американських клубах став ритм-енд-блюз, а у Великій Британії — глем-рок. На початку 1940-х нічні клуби Парижу вдавалися до відтворення джазових платівок під час нацистської окупації.
Реджин Зільберберг стверджував, що створив першу дискотеку і був першим клубним ді-джеєм в 1953 році в «Whisky à Go-Go» в Парижі. Там було встановило танцпол з кольоровими вогнями та двома вертушками, щоб грати записи уникаючи перерв між творами. У жовтні 1959 року власник Скотч-клубу в Аахені (Західна Німеччина) на відкритті закладу вирішив встановити програвач замість запрошення музикантів. Це не справляло враження на присутніх, допоки молодий репортер Клаус Квіріні, який випадково висвітлював відкриття клубу, імпульсивно не взяв під контроль програвач і не почав представляти записи, які він вирішив відтворити. Пізніше Квіріні заявив, що таким чином першим у світі ді-джеєм у нічному клубі був він.

### 1960—1974 роки: попередники та рання диско-музика
Протягом 1960-х танці на дискотеках стали популярними по всій Європі, а згодом і в США. На дискотеках звучала різна музика із танцювальними ритмами: ритм-блюз (виник у 1940-х), соул (кінець 1950-х та 1960-ті), фанк (середина 1960-х) та go-go (середина 1960-х та 1970-х).
Також протягом 1960-х лейбл Моутаун розробив популярне звучання, що описувалось так: «1) просто структуровані пісні з витонченими мелодіями та змінами акордів, 2) невпинний чотиридольний барабан, 3) використання госпелу для фонових голосів, 4) регулярне та вишукане використання духових і струнних, 5) сольні співаки з манерою співу поп-музикою та госпел, 6) група досвідчених у поп-музиці музикантів, що створюють акомпанемент 7) стиль мікшування, що в значній мірі покладається на електронну компресію та еквалайзер (посилення верхніх частот) для надання характерного звуку, особливо ефективного для трансляції по AM радіо.» Мотаун випустив чимало хітів із з елементами стилю диско з окрема з гуртом Supremes (наприклад, пісня «You Keep Me Hangin 'On» у 1966 році), Стіві Вандером («Superstition», 1972), гуртом The Jackson 5 та Едді Кендріксом («Keep on Truckin», 1973).
Наприкінці 1960-х музиканти та слухачі із числа темношкірих, італійців та латиноамериканських спільнот перейняли риси субкультур хіпі та психоделії. Під час танців вони включали музику на великій гучності, одягали барвисті костюми та вживали галюциногенні наркотики. Частково завдяки успіху Джимі Хендрікса, психоделічні елементи, які були популярні в рок-музиці кінця 1960-х, потрапили в соул і ранню фанк-музику і сформували течію психоделічний соул. Приклади такої можна знайти в творчості братів Чемберс, Джорджа Клінтона, гурту Sly & the Family Stone та постановок Нормана Вітфілда з гуртом «The Temptations».
Довгими інструментальними вступами і детальним оркеструванням відрізняються психоделічні треки душі «Спокусами», також вважаються кінематичною душею. На початку 1970-х Кертіс Мейфілд та Айзек Гейз створили хіти з кінематографічними піснями соулу, які насправді були створені для саундтреків до фільмів: «Superfly» (1972) та «Theme from Shaft» (1971). Останній іноді розглядають як ранню дискотечну пісню. Психоделічна душа вплинула на прото-дискотечні дії, такі як Віллі Хатч та Філадельфійська душа. З середини 1960-х до початку 1970-х філлі-соул та нью-йоркська соул розвивались як піджанри, які також мали пишні перкусії, пишні аранжування струнного оркестру та дорогі виробничі процеси. На початку 1970-х п'єси соулу Філлі від Гамбла і Хаффа з простих аранжувань кінця 1960-х перетворилися на стиль із пишними струнами, гучними басовими лініями та ковзними ритмами хай-хет. Ці елементи стали типовими для диско-музики, і їх можна знайти в декількох хітах, які вони випустили на початку 1970-х:
- «Love Train» групи O'Jays (з групою MFSB у резерві) вийшов у 1972 році і очолив Billboard Hot 100 у березні 1973 року
- «The Love I Lost» гурту Harold Melvin & the Blue Notes (1973)
- «Now That We Found Love» The O'Jays (1973), пізніше хіт гурту «Third World» в 1978 році.
- «TSOP (The Sound of Philadelphia)» від MFSB з вокалом The Three Degrees, безсловесна пісня, написана як тема для Soul Train та хіт № 1 у Billboard Hot 100 у 1974 році.

Інші ранні диско-треки, які допомогли сформувати дискотеку та стали популярними на танцполах клубів та вечірок (підземних) дискотек:
- «Soul Makossa» Ману Дібанго вперше вийшов у Франції у 1972 році. Його підхопила андеграундна дискотека в Нью-Йорку, а згодом отримала належний реліз у США, досягши 35-го місця на Billboard Hot 100 у 1973 році.
- «The Night» гурту «The Four Seasons» вийшла в 1972 році і стала хітом у Великій Британії в 1975 році.[20]
- «Love's Theme» у виконанні The Love Unlimited Orchestra[en] під керівництвом Бері Вайта, інструментальна пісня з альбому Rhapsody in White вийшла на перше місце в Billboard Hot 100 на початку 1974 року.
- «Jungle Fever» гурту The Chakachas[en] вперше вийшла в Бельгії в 1971 році, пізніше у США, 1972 року, де того ж року потрапила на 8-е місце в Billboard Hot 100.
- «Girl You Need a Change of Mind[en]» Едді Кендрікса вийшов у травні 1972 року в альбомі People … Hold On.

У 1970-х у на ринку музики диско домінували лейбли Salsoul Records (Кен, Стенлі та Джозеф Кейр), West End Records (Мел Черен), Касабланка (Ніл Богарт) та Prelude (Марвін Шлахтер). Вплинув на розвиток диско Том Моултон, який впровадив 12-дюймові платівки задля збільшення тривалості записів.
Диско вийшла на телеефіри в рамках музично-танцювального естрадного шоу Soul Train у 1971 р., яке проводив Дон Корнеліус, а в 1975 — у шоу-програмі Disco_Step-by-Step_Television_Show Марті Анджело.
У 1974 році в Нью-Йорку WPIX-FM відбулася прем'єра першого радіо-шоу в стилі диско.

### 1974—1979: Пік популярності
З 1974 по 1977 рік чимало композицій у стилі диско очолювали хіт-паради. Пісня «Rock the Boat» ансамблю The Hues Corporation (1974), стала синглом номер один у США досягши мільйону продажів. Того ж року вийшла пісня «Kung Fu Fighting», створена Biddu і виконана Карлом Дугласом, що досягла першого місця в хіт-парадах Великої Британії та США і стала одним із найбільше тиражованих синглів усіх часів — її наклад склав 11 мільйонів копій. Помітний успіх здобув альбом Джорджа Маккрей «Rock Your Baby», що очолив хіт-парад Великої Британії.

#### Євродиско

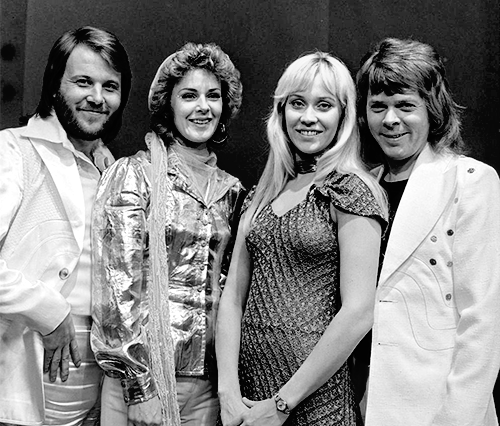
ABBA в 1974 році.

Найуспішнішим виконавцем євро-диско вважається гурт ABBA (1972—1982), якому належать англомовні пісні «Waterloo» (1974), «Fernando» (1976), «Take a Chance on Me» (1978), «Gimme! Gimme! Gimme! (A Man After Midnight)» (1979), а їхній фірмовий хіт «Dancing Queen» (1976) став четвертою найбільш тиражованою композицією усіх часів.

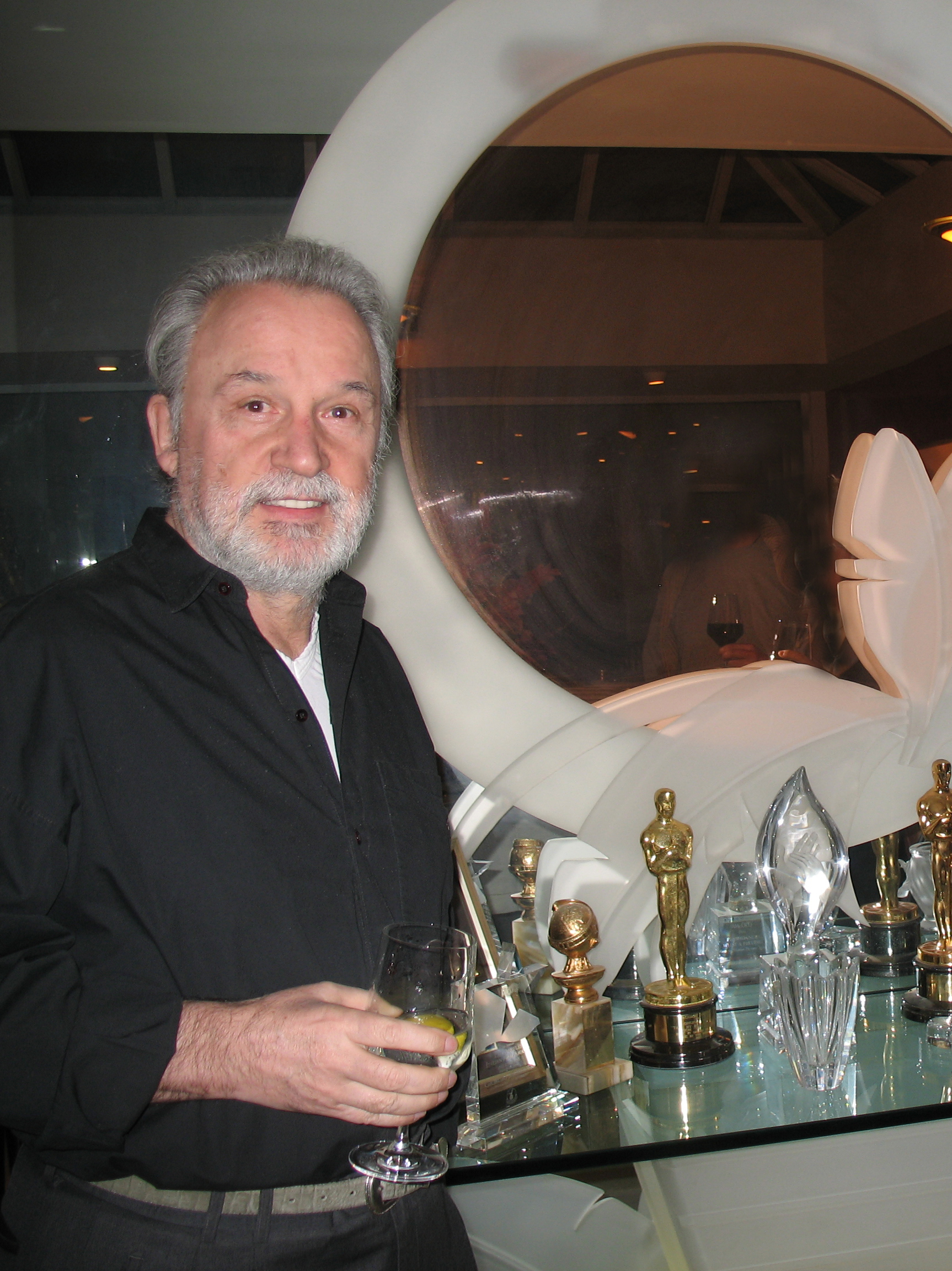
Італійський композитор Джорджо Мородер відомий як «Батько диско».

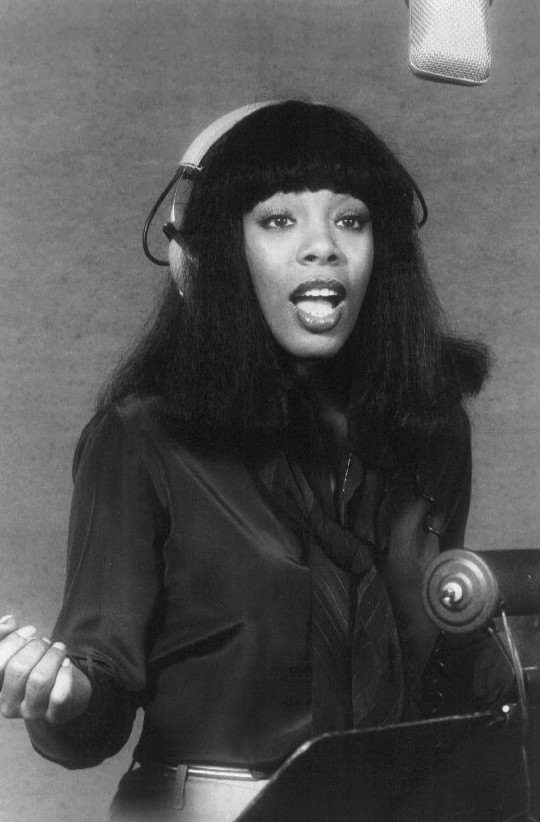
Донна Саммер в 1977 році

У 1970-х роках у Мюнхені, Західна Німеччина, музичні продюсери Джорджо Мородер та Піт Беллотт зробили вирішальний внесок у музику дискотеки завдяки низці хітів для Донни Саммер, яка стала відомою як «Мюнхенський звук». У 1975 році Мородер і Беллот створили пісню «Love to Love You Baby» на слова Донни Самер. Композиція містила звуки, що імітували оргазм, і це рішення викликало фурор у клубах. 17-хвилинний сингл, записаний 12-дюймовій платівці потрапив у хіт-паради багатьох європейських країн та США (№ 2). Наступними хітами стали пісні Could It Be Magic (1976), I Feel Love (1977). Остання, завдяки специфічному використанню електроніки передбачила появу течії Hi-NRG. Джорджіо Мородер був описаний AllMusic як «один з головних архітекторів звучання диско».
Боні М. (1974—1986) — західнонімецька диско-група з чотирьох західно-індійських співаків та танцюристів, яку створив продюсер звукозаписів Франк Фаріан. Боні М. прославився піснями «Daddy Cool» (1976) «Ma Baker» (1977) та «Rivers Of Babylon» (1978). Іншим успішним заходом із записів дискотек у Західній Німеччині стала Silver Convention (1974—1979). Німецька група Kraftwerk також мала вплив на дискотеку Євро.
На піку своєї популярності багато не-дискових виконавців записали пісні з елементами диско. Зокрема, це пісні «Da Ya Think I'm Sexy?» (1979) Рода Стюарта, «Another Brick in the Wall, Part 2» (1979) гурту Pink Floyd, «One of These Nights» (1975) гурту The Eagles, «Silly Love Songs» (1976) і «Goodnight Tonight» (1979) гурту Paul McCartney & Wings, «Another One Bites the Dust» (1980) гурту Queen, «Miss You» (1978) та «Emotional Rescue» (1980) гурту «Rolling Stones», Стівен Стіллз з альбомом Thoroughfare Gap (1978), «Shine a Little Love» і «Last Train to London»(обидва 1979) гурту Electric Light Orchestra, «Street Player» (1979) гурту Чикаго, «Shakedown Street» гурту Grateful Dead, «Eminence Front» (1982) гурту The Who та «Come Back» гурту J. Geils Band (1980). Елементи диско простежуються у пісні хард-рок- групи KISS «I Was Made For Lovin 'You» (1979) та в альбомі Рінго Старра «Ringo the 4th» (1978).

### 1979—1981: Занепад диско
До кінця 70-х років серед шанувальників рок-музики та музикантів, особливо у США, розвинулися антидискотечні настрої. Дискотеку критикували як безглузду, споживацьку, занадто багато продуковану та ескапістську. Гасла «Диско — відстій» та «Смерть диско» стали звичними. Таких рок-виконавців, як Род Стюарт та Девід Боуї, які додавали елементи дискотеки до своєї музики, звинувачували у продажності.
Панкова субкультура в США та Великій Британії часто була ворожою до диско, хоча у Великій Британії багатьом фанатам гурту Sex Pistols, диско подобалось, принаймні трек «Love Hangover» Діани Росс ранніми британськими панками сприймався схвально.
Антидискотечні настрої були виражені в деяких телевізійних шоу, наприклад WKRP у Цинциннаті , та окремих фільмах. Наприклад, в одній із сцен комедійного фільму «Літак!» (1980), літак розрізає крилом радіовежу, відключаючи усю радіостанцію, що грає диско. 12 липня 1979 року став відомий як «день, коли дискотека померла» після «Ночі знесення дискотеки» — акції, що відбулась на бейсбольному стадіоні в Чикаго. Ді-джеї рок-станції Стів Дал і Гаррі Мейєр разом із Майклом Віком, сином власника бейсбольного клубу Чикаго Вайт Сокс Біллом Віком, влаштували акцію протесту між іграми дублера White Sox, в ході якої платівки із записами диско були спалені у центрі поля. Коли вже мала початися друга гра, збуджений натовп увірвалася на поле і продовжив розпалювати багаття, нищити сидіння та обладнання стадіону. Поліція провела численні арешти, а значні пошкодження поля змусили «White Sox» відмовитись від другої гри з «Detroit Tigers», попри поразку в першій.
Після Ночі знесення популярність диско стрімко падає. Ще 21 липня 1979 року пісні у стилі диско займали 6 кращих позицій у хіт-парадах США. Натомість до 22 вересня в до першої 10-ки не увійшло жодної композиції диско, за винятком хіба джазової композиції «Rise» Герба Алперта з деякими елементами диско. Карен Міксон Кук, перша жінка-ді-джей, заявила, що кожного року 12 липня вшановуємо диско хвилиною мовчання.
У наступні роки антидискотечний рух у поєднанні з іншими соціальними чинниками змінив обличчя поп-радіо. Починаючи з 1980-х років вершин хіт-парадів США досягають композиції кантрі. Символом популяризації кантрі-музики став комерційно успішний фільм «Урбан ковбой» 1980 року. Продовження популярності павер-попу та відродження старших напрямів наприкінці 1970-х також було пов'язане із занепадом диско; символічним в цьому відношенні став фільм «Бріолін» 1978 року. За збігом обставин, зіркою обох фільмів став Джон Траволта, який у 1977 році знявся у «Лихоманці суботнього вечора», яка залишається одним із найбільш знакових фільмів епохи диско.

#### Чинники занепаду диско
До факторів, що призвели до занепаду дискотеки в США, належать економічні та політичні зміни наприкінці 1970-х років, а також вигорання від гедоністичного способу життя, який ведуть учасники. Також вказувалось на консервативні тенденції, що посилились у США з обранням Рональда Рейгана в 1980 році, і відповідно, приходом до влади республіканців.

### 1981—1989: наслідки

#### Народження електронної танцювальної музики
Диско, незважаючи на занепад, посприяла розвитку напрямів електронної танцювальної музики, таких як Хауз, техно, євроденс.
На початку 1980-х років традиційне звучання диско, замість складних аранжувань та залучення біг-бендів, натомість швидші темпи та синтезовані ефекти сприяють популярності танцювальної музики, починаючи з hi-NRG. Серед популярних пісень 1980-х у цьому напрямі — «Flashdance» Ірени Кара. та «Self Control» Лори Бреніген. Однак відродження дискотеки в традиційному стилі під назвою ну-диско було популярним з 1990-х років.
Найбільше вплив диско помітний у хауз-музиці, успіх цього напряму в сучасній клубній культурі часто називають «помстою дискотеки». Рання хауз-музика характеризується чотиридольними ритмами, що виконувались драм-машинами, і хай-хетами та синтезованими басовими лініями. У порівнянні з диско, хауз є більш електронним та більш мінімалістичний і не використовував звучання струнних, які були характерними для звучання диско.

## Відродження

### 1990-ті
У 1990-х роках інтерес до музики диско поступово відроджується на хвилі ностальгії по 1970-м. Прикладами пісень цього часу, написаними під впливом диско, були «Groove Is in the Heart» (1990), «Deee-Lite» і «Lemon» гурту U2 (1993), «Girls &amp; Boys» гурту Blur (1994) і «Entertain Me» (1995), «Disco 2000» гурту «Pulp» (1995), «Canned Heat» гурту Jamiroquai (1999), а також фільми «Ночі в стилі бугі» (1997) та «Останні дні дискотеки» (1998).

### 2000-ні

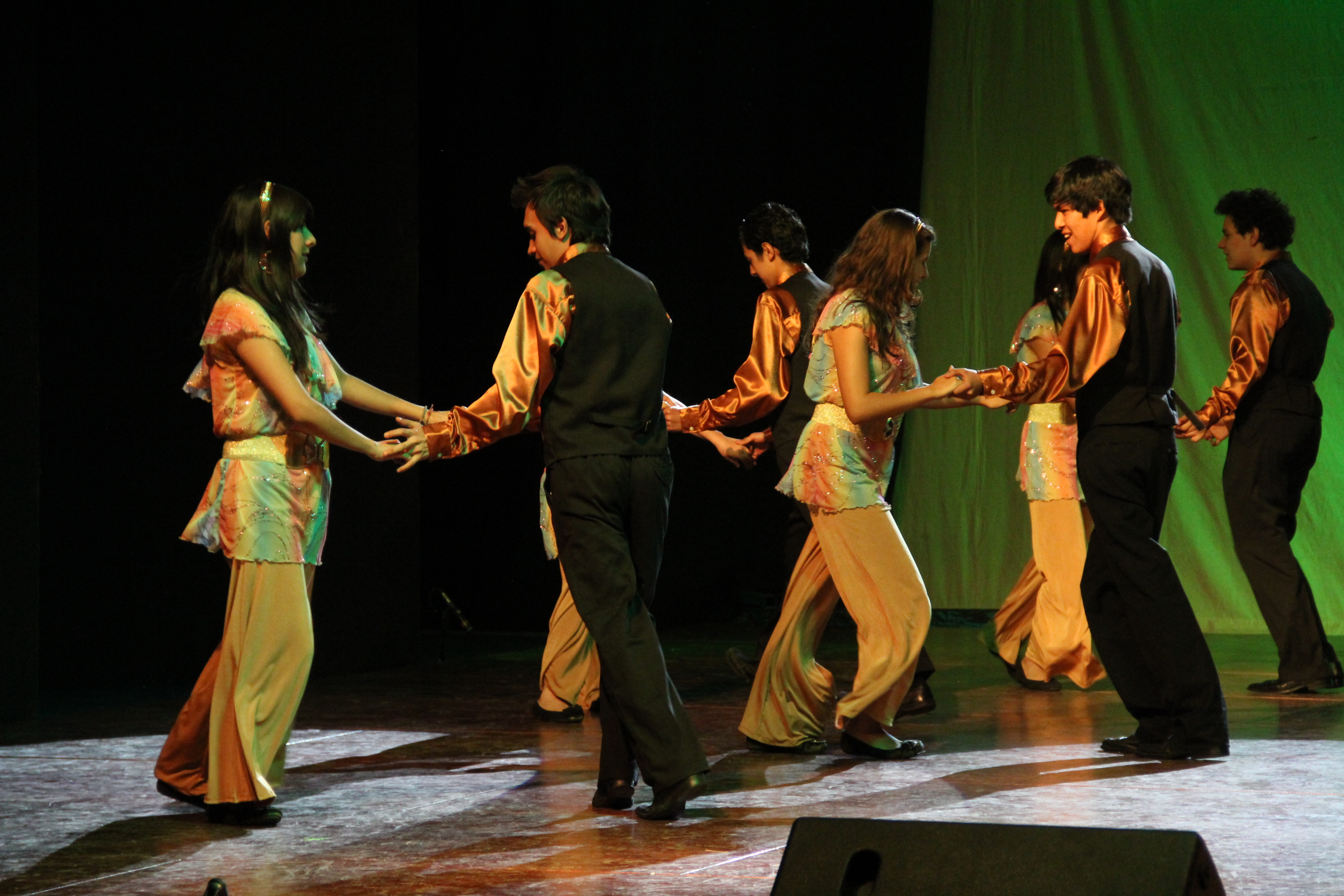
Студенти Монтеррейського інституту технологій та вищої освіти, Мехіко, танцюють на дискотеці під час культурного заходу в кампусі

На початку 2000-х все більшу популярність здобуває напрям ну-диско, представлений у творчості гуртів «Daft Punk» (пісня «One More Time») та Кайлі Міноуг (пісні «Love At First Sight» and «Can't Get You Out of My Head»). Окремі пісні поєднували стильові риси ню-диско і фанк-хаузу, наприклад Groovejet (If This Ain't Love) Шпіллера та «Lady (Hear Me Tonight)» дуету Modjo. Диско-сингл Роббі Вільямса «Rock DJ» став четвертим найбільш продаваним синглом того ж року. Рок-гурт Manic Street Preachers випустив пісню у стилі диско «Miss Europa Disco Dancer» у 2001 році. У 2005 році Мадонна випустила свій альбом Confessions on a Dance Floor у стилі диско 1970-х, а її пісня «Hung Up» увійшла до десятки найкращих клубних пісень.
Успіх відродження «ну-диско» на початку 2000-х років музичний критик Том Юінг описав так: «Відродження диско спиралось на те, що зникло за 90-ті: почуття музики не просто для танців, а для танців з кимось. Дискотека була музикою взаємного потягу: флірт, знайомства, а його танцпол — місцем негайного задоволення і виконання обіцянок…».

### 2010-ті
У 2013 році до хіт-параду потрапляє більше танцювальних пісень, ніж будь-коли з кінця 1970-х. Серед найуспішніших — пісня «Get Lucky» від Daft Punk, а також їх альбом Random Access Memories, що здобув «Греммі-2014» Серед інших пісень — «Blured Lines» Робіна Тіка, «Take Back the Nigh» Джастіна Тімберлейка, «Treasure» Бруно Марса та посмертний реліз Майкла Джексона «Love Never Felt So Good».У 2014 році риси диско-музики позначились у піснях Artpop Леді Гаги та «Birthday» Кеті Перрі.
У 2015 серед найпопулярніших диско-композицій: «Uptown Funk» Марка Ронсона, «Sugar» гурту Maroon 5, «Can't Feel My Face» гурту The Weeknd, «Want To Want Me» Джейсона Деруло", а також альбом Déjà Vu Джордіо Мородера.
У 2016 році пісні в стилі диско також добре представлені у хіт-парадахЮ серед яких пісня Джастіна Тімберлейка «Can't Stop the Feeling!». Музика диско звучить у фільмі 2015 року «Марсіанин», проте для головного героя, космонавта Марка Вотні, гіршим, ніж потрапити на Марс, є лише одне: потрапити на Марс лише з музикою дискотеки.

## Музичні приклади
- Bonney M, «Rivers of Babylon»ⓘ, «Ріки Вавилонські», 1977, на тексти псалма, 136 (фрагмент)
- Donna Summer, «Love To Love You Baby»ⓘ, 1975, (фрагмент)
- Donna Summer, «I Feel Love»ⓘ, 1977